# 佐藤聖誠
佐藤 聖誠（さとう きよまさ、1983年12月4日 - ）は、競技麻雀のプロ雀士。
日本プロ麻雀協会所属。

## 経歴
最高位戦日本プロ麻雀協会31期として入会しデビュー。發王戦では2回優勝している。A1リーグに所属していたがA2に降格。
2023年に最高位戦日本プロ麻雀協会を退会し、その後日本プロ麻雀協会22期前期として入会。

## 獲得タイトル
- 發王位(第20期、第21期)